# 2 février
Pour les articles homonymes, voir Deux-Février.
2 janvier 2 mars
Chronologies thématiques
- Croisades
- Ferroviaires
- Sports
- Disney
- Anarchisme
- Catholicisme

Abréviations / Voir aussi
- (° 1852) = né en 1852
- († 1885) = mort en 1885
- a.s. = calendrier julien
- n.s. = calendrier grégorien
- Calendrier
- Calendrier perpétuel
- Liste de calendriers
- Naissances du jour

Le 2 février est le 33e jour de l'année du calendrier grégorien.
Il reste 332 jours avant la fin de l'année, 333 lorsqu'elle est bissextile.
C'est la fête de la Chandeleur dans certains pays de l'hémisphère nord, voire celle de la présentation de Jésus au Temple dans ceux de tradition judéo-chrétienne plus tardive (voir les célébrations et traditions ci-après).
C'était généralement le 14e jour du mois de pluviôse dans le calendrier républicain / révolutionnaire français, officiellement dénommé jour de l'avelinier.

## Événements

### VIesiècle

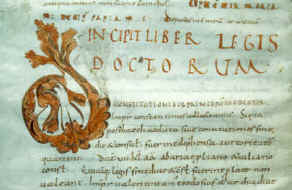
Extrait du bréviaire d'Alaric.

- 506 : promulgation du Bréviaire d'Alaric (Lex romana wisigothorum) en Hispanie, au sud-ouest de la Gaule voire dans l'ouest de la "Gothie".

### Xesiècle
- 962 : sacre de l'empereur germanique Otton Ier.

### XIesiècle

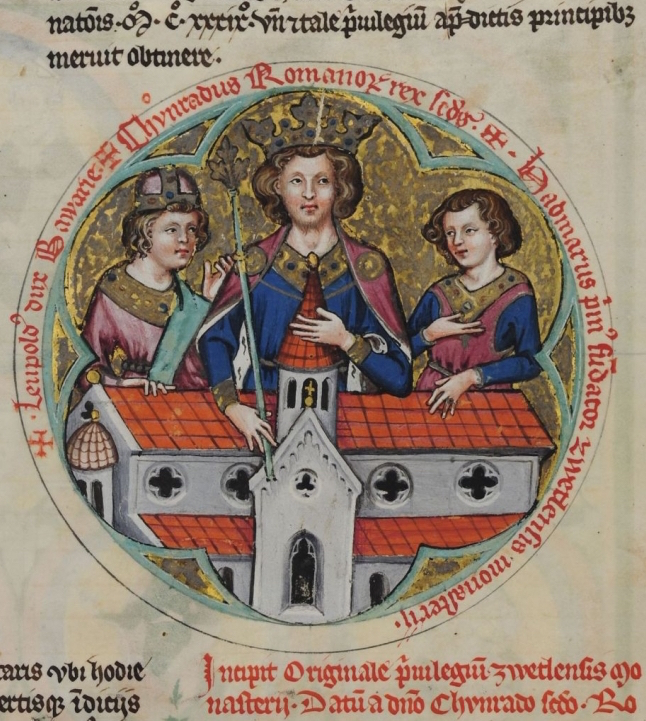
Conrad II le Salique.

- 1033 : Conrad II le Salique est couronné roi de Bourgogne (crise de succession de Bourgogne).

### XIIesiècle
- 1141 : première bataille de Lincoln.
- 1194 : le roi anglo-angevin Richard Ier Plantagenêt Cœur de Lion est libéré par l'empire germanique qui l'avait capturé au retour de sa croisade en Orient, après avoir versé une forte rançon et s'être déclaré vassal de l'empereur[1].

### XVesiècle
- 1440 : Frédéric de Habsbourg devient roi des Romains.

### XVIIesiècle

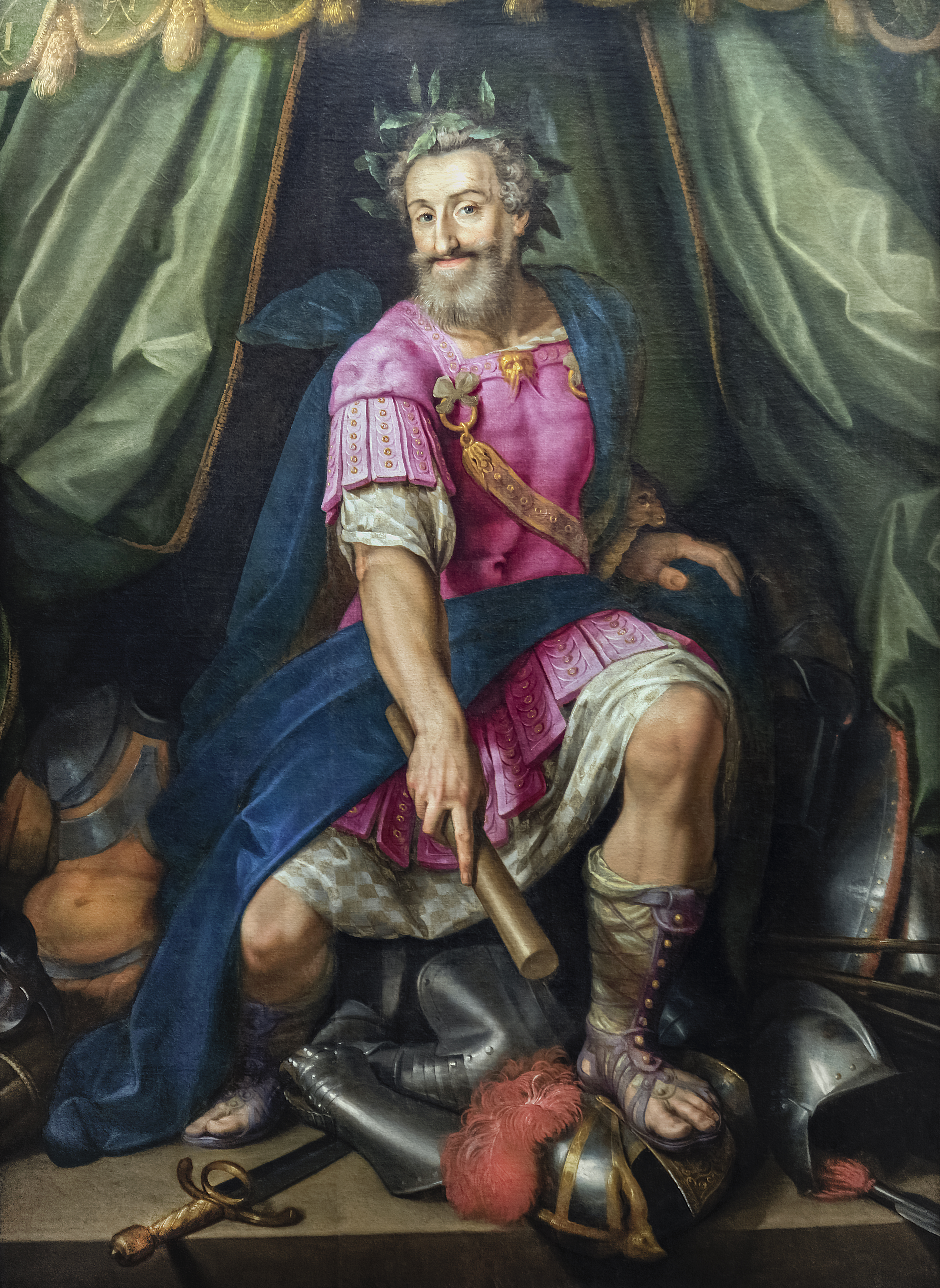
Henri IV

- 1610 : le roi de France Henri IV signe une alliance avec l'Union protestante allemande[2].
- 1676 : couronnement du roi de Pologne Jean III Sobieski.

### XVIIIesiècle
- 1794 : bataille de Chauché pendant la guerre de Vendée (ouest de la France, ancien Bas-Poitou).

### XIXesiècle
- 1848 : traité de Guadalupe Hidalgo marquant la fin d'une guerre américano-mexicaine.

### XXesiècle
- 1920 : traité de Tartu (fin de la guerre d'indépendance de l'Estonie au nord-est de l'Europe).
- Seconde Guerre mondiale entre 1939 et 1945 :
  - capitulation de la 6e armée allemande en 1943 à Stalingrad.
  - début de la bataille de Manille dans l'océan Pacifique en 1945.
- 1971 : le major Idi Amin Dada se nomme président et général de l'Ouganda en Afrique de l'est anglophone.
- 1972 : funérailles des morts du Bloody Sunday et incendie de l'ambassade britannique à Dublin (voir aussi 1er février).
- 1982 : massacre de Hama perpétré par Hafez-el-Assad en Syrie.

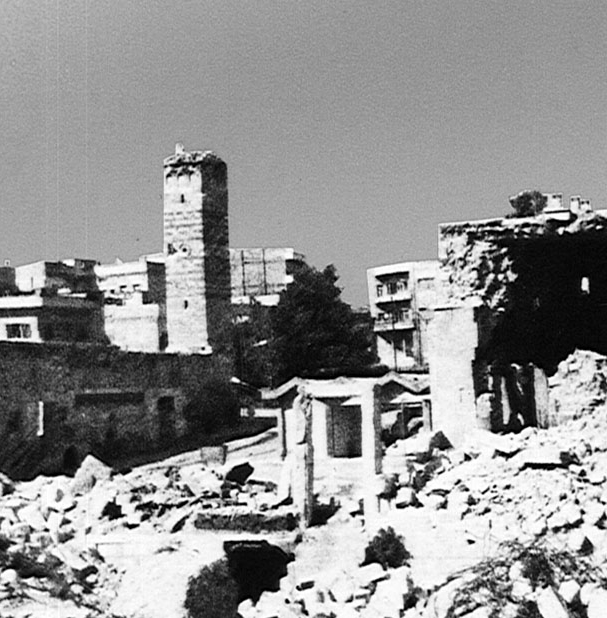
Ruines à Hama après le massacre

- 1989 : renversement d'Alfredo Stroessner au Paraguay.
- 1990 : légalisation du Congrès national africain (A.N.C.) en Afrique du Sud.
- 1999 : investiture du président de la République du Venezuela Hugo Chávez.

### XXIesiècle
- 2019 : la Russie entame le processus de retrait du traité sur les forces nucléaires à portée intermédiaire le lendemain de l'annonce de celui des États-Unis.
- 2022 :
  - en République démocratique du Congo, plus de soixante réfugiés sont massacrés à Plaine Savo par des insurgés de la CODECO[3].
  - Inauguration au Salvador du Centre de confinement du terrorisme, la plus grande prison du monde avec 40 000 places[4].

## Arts, culture et religion
- 1872 : reconnaissance officielle de l'apparition mariale de Pontmain du 17 janvier précédent par l'évêque chrétien catholique de Laval Mgr Casimir Wicart dont la paroisse de Pontmain relève du diocèse dans l'ouest de la France[5],
  - outre les célébrations et traditions de chandeleurs religieuses païennes et chrétiennes (purification de la Vierge Marie et de son nouveau-né) non datées plus loin in fine.
- 1980 : la 5e cérémonie des César - dite aussi Nuit des César -  récompensant les films sortis en 1979, se déroule à la salle Pleyel à Paris. Elle est présidée par Jean Marais. Pierre Braunberger, Louis de Funès ainsi que Kirk Douglas reçoivent un césar d'honneur.

## Sciences et techniques
- 2018 : premier lancement réussi par le japonais et plus petit lanceur au monde SS-520-5.

## Économie et société
- 1535 : fondation de la colonie Nuestra Señora Santa María del Buen Ayre (future ville et capitale argentine de Buenos Aires).
- 1625 : fondation de La Nouvelle-Amsterdam future New York américaine[6],[7].
- 1653 : ladite localité de La Nouvelle-Amsterdam reçoit sa charte urbaine et son autonomie administrative devenant dès lors une véritable ville.
- 1969 : visite du général président français Charles de Gaulle à Quimper en Bretagne, après un passage par la préfecture Martenot de Rennes quelques jours auparavant fin janvier en voiture présidentielle[8].
- 2013 : abrogation officielle d'une loi française consulaire de 1800 qui n'autorisait chaque Parisienne à porter le pantalon et  « s'habiller en homme » que sur autorisation préfectorale[9].
- 2019 ou 2020 : finale du Superbowl américain remportée par une équipe de Kansas City (Missouri) sur une autre de San Francisco, avec Jennifer Lopez et Shakira (dont c'est aussi l'anniversaire de naissance ci-après) en pom-pom girls de luxe.

## Naissances

### XIIIesiècle

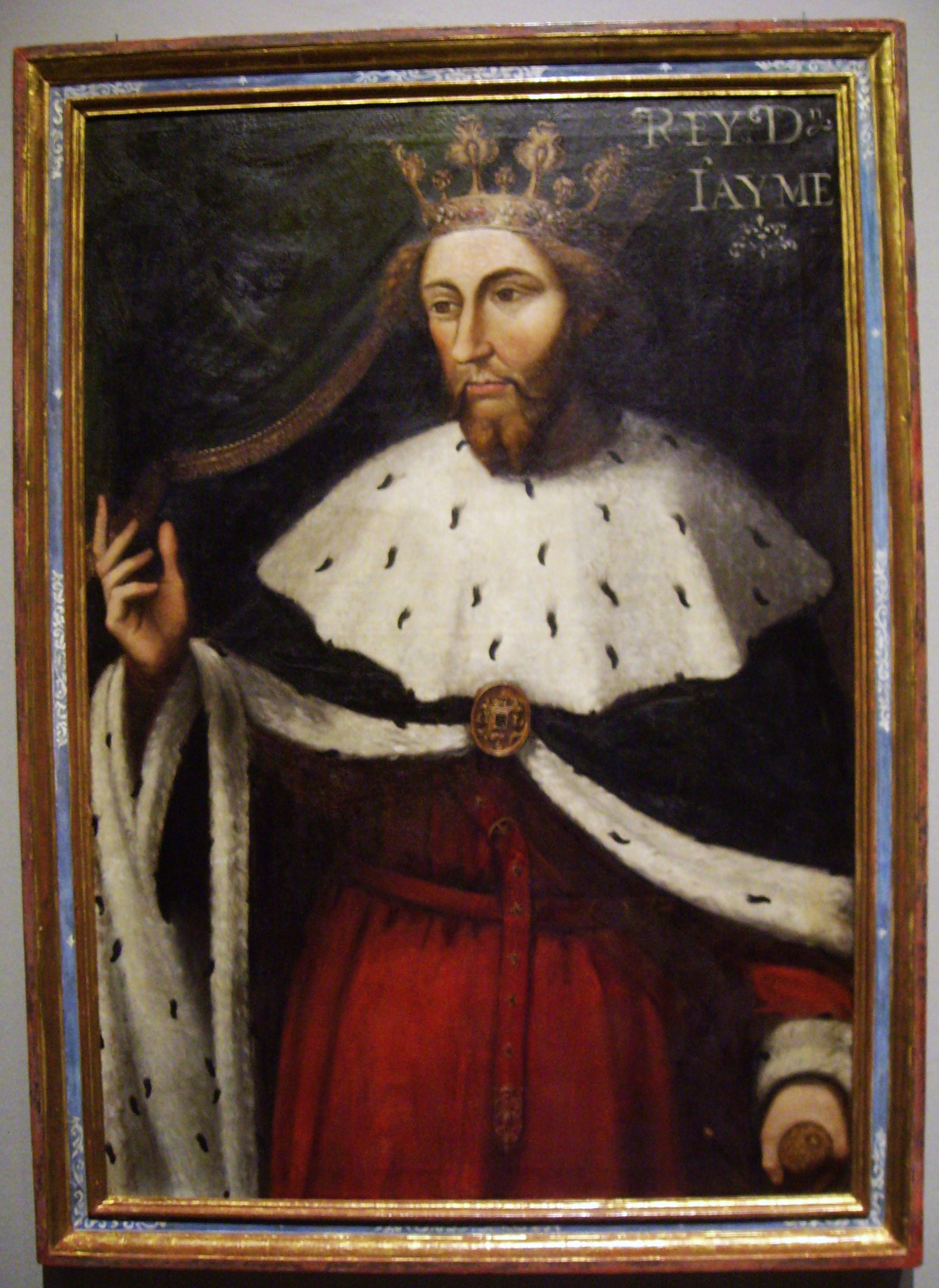
Jacques Ier d'Aragon par Juan Sariñena

- 1208 : Jacques Ier, roi d'Aragon de 1213 à 1276 († 27 juillet 1276).

### XVesiècle
- 1425 : Éléonore de Navarre, reine de Navarre en 1479 († 12 février 1479).
- 1455 : Jean Ier, roi de Danemark, de Norvège et de Suède († 20 février 1513).
- 1494 : Bona Sforza, reine de Pologne de 1518 à 1548 († 19 novembre 1557).

### XVIesiècle
- 1502 : Damião de Góis, philosophe portugais († 30 janvier 1574).
- 1506 : René de Birague, homme d'État et cardinal français († 24 novembre 1583).
- 1522 : Ludovico Ferrari, mathématicien italien († 5 octobre 1565).
- 1600 : Gabriel Naudé, bibliothécaire français († 10 juillet 1653).

### XVIIesiècle

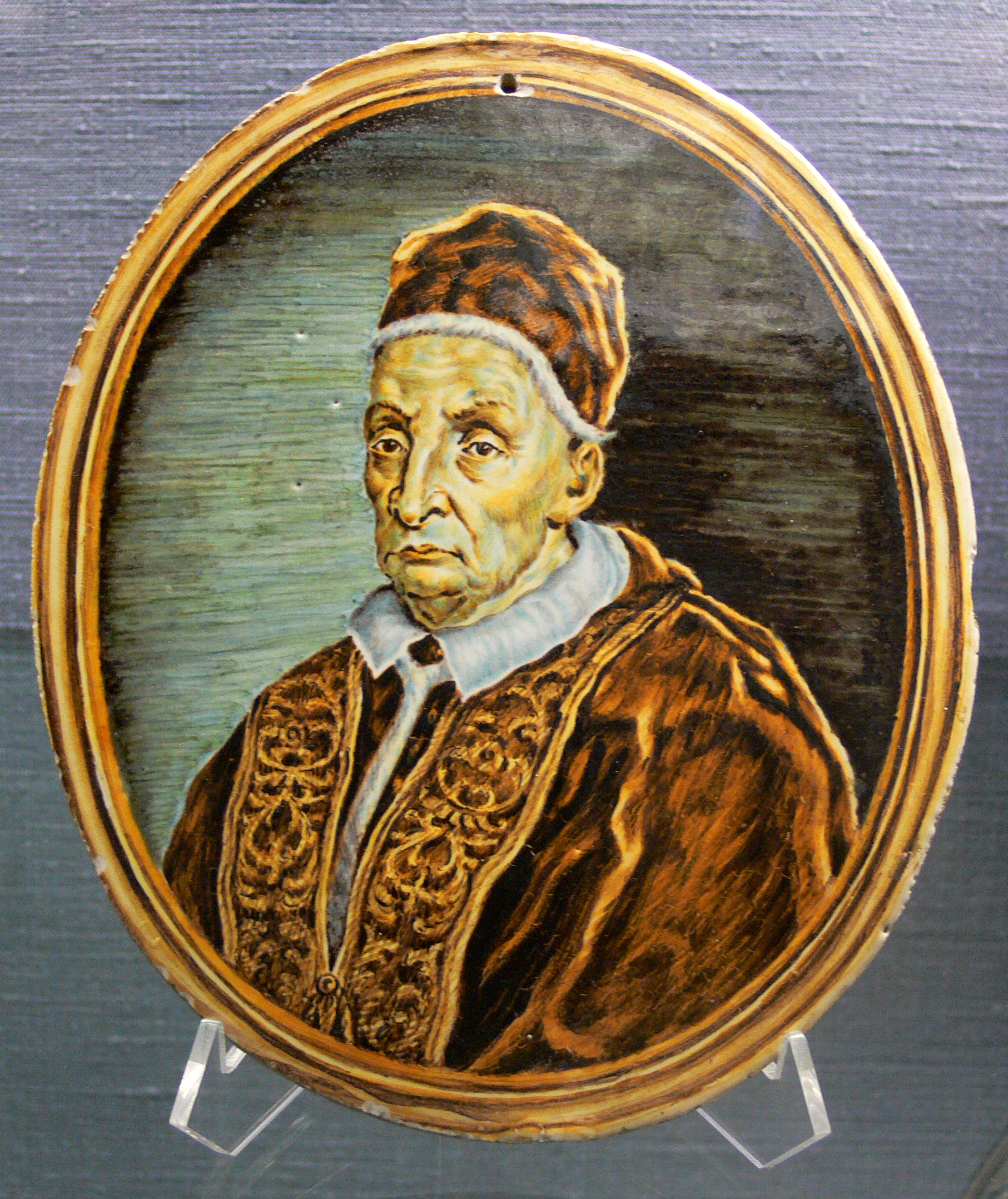
Benoît XIII, pape

- 1613 : Noël Chabanel, missionnaire jésuite français, un des martyrs canadiens († 8 décembre 1649).
- 1617 : Porthos (Isaac de Portau dit), militaire mousquetaire français († v. 1670).
- 1649 : Benoît XIII (Pietro Francesco Orsini), 245e pape, de 1724 à 1730 († 21 février 1730).
- 1677 : Jean-Baptiste Morin, compositeur français († 27 avril 1745).
- 1695 : François de Chevert, militaire français († 24 janvier 1769).

### XVIIIesiècle
- 1749 : Alexandre Camille Taponier, militaire français († 14 avril 1831).
- 1753 : Madame Sans-Gêne (Catherine Hubscher dite), épouse du maréchal Lefebvre duc de Dantzig († 29 décembre 1835).
- 1754 : Charles-Maurice de Talleyrand-Périgord, prélat, diplomate et homme d'État français († 17 mai 1838).
- 1779 : Joseph De Cauwer, peintre belge († 17 septembre 1854).
- 1782 :
  - Henri de Rigny, officier de marine et homme politique français († 6 novembre 1835).
  - (ou 1784) Stubbins Ffirth, étudiant américain en médecine s'intéressant à la fièvre jaune († 1820).
- 1785 : Henri de Latouche, journaliste, poète et écrivain français († 27 février 1851).
- 1786 : Jacques Philippe Marie Binet, mathématicien français († 12 mai 1856).
- 1793 : William Hopkins, géologue et mathématicien britannique († 13 octobre 1866).

### XIXesiècle

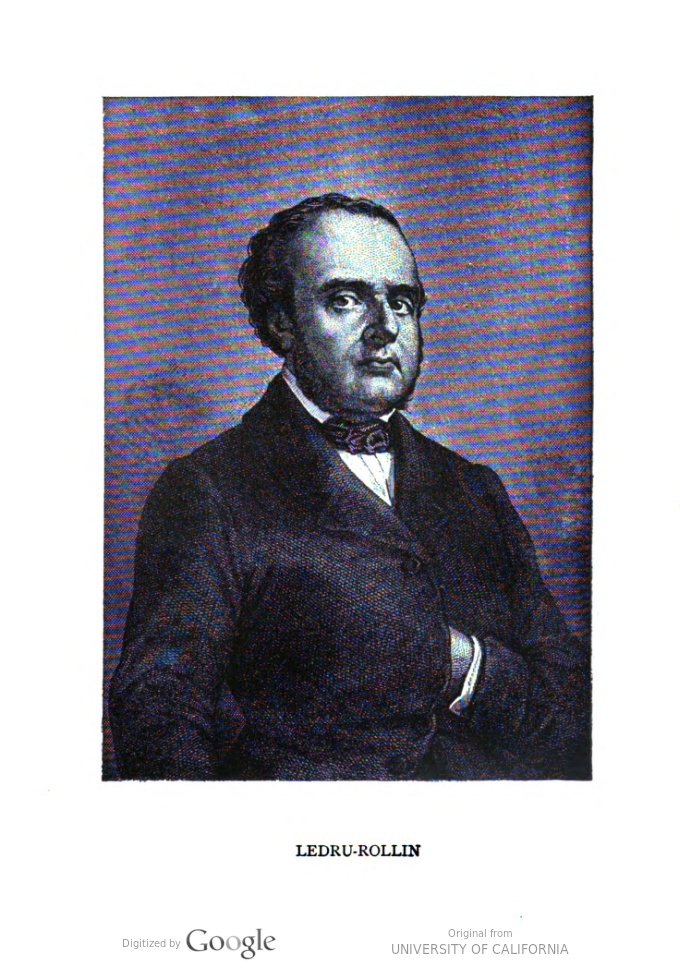
A. Ledru-Rollin

- 1803 : Albert Sidney Johnston, général sudiste américain († 6 avril 1862).
- 1807 : Alexandre Ledru-Rollin, avocat et homme politique français († 31 décembre 1874).
- 1814 : Auguste Lefranc, auteur dramatique et journaliste français († 15 décembre 1878).
- 1829 : Alfred Edmund Brehm, zoologiste et explorateur allemand († 11 novembre 1884).
- 1862 : Émile Coste, escrimeur français champion olympique de fleuret en 1900 († 7 juillet 1927).
- 1866 : Enrique Simonet, peintre espagnol († 20 avril 1927).
- 1875 : Fritz Kreisler, violoniste et compositeur autrichien († 29 janvier 1962).
- 1876 : Maurice Tourneur (Maurice Thomas dit), cinéaste français († 4 août 1961).
- 1880 : Frederick Lane, nageur australien double champion olympique en 1900 († 14 mai 1969).
- 1881 : Fernand Angel, herpétologiste français († 13 juillet 1950).
- 1882 :
  - James Joyce, romancier et poète irlandais († 13 janvier 1941).
  - Joseph Wedderburn, mathématicien britannique († 9 octobre 1948).
  - André de Grèce, père de Philip duc d'Édimbourg († 3 décembre 1944).
- 1884 : Guy de Luget, escrimeur français champion olympique par équipe († 22 septembre 1961).
- 1889 : Jean de Lattre de Tassigny, maréchal de France († 11 janvier 1952).
- 1893 : Cornelius Lanczos, mathématicien et ingénieur hongrois († 25 juin 1974).
- 1896 : Kazimierz Kuratowski, mathématicien polonais († 18 juin 1980).
- 1897 : Howard Johnson (en), homme d'affaires américain († 20 juin 1972).
- 1899 : Jules Fil, homme politique français († 23 septembre 1968).
- 1900 : Józef Kowalski, supercentenaire polonais († 7 décembre 2013).

### XXesiècle
- 1901 : Jascha Heifetz, violoniste américain († 10 décembre 1987).
- 1902 : Germaine Hainard, artiste suisse († 29 octobre 1990).
- 1903 :
  - René Duchez, résistant français († 21 avril 1948).
  - Bartel Leendert van der Waerden, mathématicien néerlandais († 12 janvier 1996).
  - Frank McGrath, acteur américain († 13 mai 1967).
- 1904 : Valeri Tchkalov (Валерий Павлович Чкалов), aviateur soviétique († 15 décembre 1938).
- 1906 : Sim Var (ស៊ឹម វ៉ា), homme politique cambodgien, Premier ministre du Cambodge († octobre 1989).
- 1907 : Maria Kirillovna de Russie, princesse puis grande-duchesse de Russie († 25 octobre 1951).
- 1909 : Frank Albertson, acteur américain († 29 février 1964).
- 1911 : Reinhard Breder, SS-Standartenführer allemand conseiller pour l'Holocauste en Union Soviétique († 22 octobre 2002).
- 1912 :
  - Burton Lane (Burton Levy dit), compositeur américain († 5 janvier 1997).
  - Stefan Schnabel, acteur allemand († 11 mars 1999).
- 1913 :
  - Georges Guingouin, résistant français († 27 octobre 2005).
  - Mercedes Palomino, actrice québécoise († 18 avril 2006).
  - Yem Sambaur, homme politique Premier ministre du Cambodge de 1949 à 1950 († décembre 1989).
- 1914 :
  - Farhat Hached (فرحات حشاد), homme politique tunisien († 5 décembre 1952).
  - Eric Kierans, économiste et homme politique canadien († 10 mai 2004).
- 1915 :
  - Abba Eban (אבא אבן), diplomate et homme politique israélien († 17 novembre 2002).
  - Stan Leonard (en), golfeur professionnel canadien († 15 décembre 2005).
- 1920 : Albert Schatz, microbiologiste américain († 17 janvier 2005).
- 1921 : Hyacinthe Thiandoum, cardinal sénégalais († 18 mai 2004).
- 1922 : Robert Chef d’Hôtel, athlète français, spécialiste du 400 m († 19 octobre 2019).
- 1923 :
  - James Dickey, poète et romancier américain († 19 janvier 1997).
  - Bonita Granville, actrice et productrice américaine († 11 octobre 1988).
  - Albert Fred « Red » Schoendienst, joueur puis manager de baseball professionnel américain († 6 juin 2018).
- 1925 : 
  - Raimondo D'Inzeo, cavalier italien († 15 novembre 2013).
  - Elaine Stritch, actrice et chanteuse américaine († 17 juillet 2014).
- 1926 :
  - Valéry Giscard d'Estaing, homme politique français président de la République († 2 décembre 2020).
  - Alain Métayer, sculpteur français, prix de Rome en 1953 († 22 mai 2010).
  - Miguel Obando Bravo, cardinal nicaraguayen, archevêque émérite de Managua à partir de 2005 († 3 juin 2018).
- 1927 : Stan Getz (Stanley Gayetzsky dit), musicien américain († 6 juin 1991).
- 1928 : Philippe Chatrier, joueur de tennis puis dirigeant sportif français († 22 ou 23 juin 2000).
- 1931 : Jean-Paul Harney (ou John-Paul Harney), homme politique canadien († 4 octobre 2021).
- 1932 : 
  - Arthur Lyman (en), musicien américain († 24 février 2002).
  - John McTavish (en), footballeur écossais.
- 1933 :
  - Sara bint Fayçal Al Saoud, philanthrope et parlementaire saoudienne.
  - Orlando López, musicien cubain († 9 février 2009).
- 1934 : 
  - Michel Ruhl, acteur et doubleur vocal français († 15 janvier 2022).
  - Haripal Kaushik, joueur de hockey sur gazon indien double champion olympique († 25 janvier 2018).
- 1935 : Michel Subor, acteur français († 10 janvier 2022).
- 1937 :
  - Thomas Bolyn « Tom » Smothers III (en), humoriste, compositeur et musicien américain des Smothers Brothers.
  - Zacharie Noah, footballeur camerounais († 8 janvier 2017).
- 1938 : Eugene « Gene » MacLellan, auteur-compositeur et interprète canadien († 19 janvier 1995).
- 1939 : Dale Mortensen, économiste américain, Prix Nobel d'économie en 2010 († 9 janvier 2014).
- 1940 :
  - Alan Caddy (en), guitariste anglais du groupe The Tornados († 16 août 2000).
  - Thomas Michael Disch, écrivain américain († 4 juillet 2008).
  - Helga Schultze, joueuse de tennis allemande († 12 septembre 2015).
- 1942 : Graham Nash, auteur-compositeur, interprète et musicien anglais du groupe The Hollies.
- 1944 : 
  - Jean-Claude Brondani, judoka français.
  - Sandy Carmichael, joueur écossais de rugby à XV († 27 octobre 2021).
  - Marc Hamilton, chanteur québécois († 17 février 2022).
- 1945 : Jacques Dimont, fleurettiste français champion olympique († 31 décembre 1994).
- 1946 :
  - Alain Chartrand, réalisateur, scénariste et producteur québécois.
  - Alpha Oumar Konaré, homme politique malien, président du Mali de 1992 à 2002.
- 1947 : Farrah Fawcett, actrice américaine († 25 juin 2009).
- 1948 : Albert Philip « Al » McKay, guitariste, compositeur et réalisateur américain du groupe Earth, Wind and Fire.
- 1949 :
  - Brent Spiner, acteur et scénariste américain.
  - Ross Valory (en), bassiste américain du groupe Journey.
- 1950 : Barbara Sukowa, actrice allemande.
- 1952 : Christiane Taubira, femme politique française.
- 1955 :
  - Jean-Michel Dupuis, acteur français.
  - Leszek Engelking, poète, traducteur, écrivain, essayiste, historien et critique littéraire polonais († 22 octobre 2022).
  - Jürg Röthlisberger, judoka suisse champion olympique.
  - Kim Zimmer, actrice américaine.
- 1956 : 
  - Jean-François Lamour, escrimeur champion olympique puis homme politique français élu parisien.
  - Ștefan Rusu, lutteur roumain champion olympique.
- 1957 : Phil Barney (Philippe Baranès dit), chanteur français.
- 1958 :
  - Michel Marc Bouchard, dramaturge québécois.
  - George Grigore, écrivain roumain.
  - Franke Sloothaak, cavalier allemand champion olympique.
- 1961 :
  - Lauren Lane, actrice américaine.
  - Steve Penney, joueur de hockey sur glace canadien.
- 1962 :
  - Philippe Claudel, écrivain et réalisateur français.
  - Michael Terry Weiss, acteur et réalisateur américain.
- 1963 :
  - Eva Cassidy, chanteuse américaine († 2 novembre 1996).
  - Kjell Dahlin, joueur de hockey sur glace suédois.
  - Marie-Claude Pietragalla, danseuse et chorégraphe française.
- 1964 : Marie-Lise Pilote, humoriste et animatrice québécoise.
- 1966 : 
  - Andrei Chesnokov (Андрей Эдуардович Чесноков), joueur de tennis russe.
  - Boubacar Kambel Seck, footballeur sénégalais attaquant.
  - Jeanne Savary, actrice française.
- 1967 : 
  - Laurent Giammartini, joueur français de tennis en fauteuil roulant.
  - Fatih Portakal, présentateur de télévision et journaliste turc.
- 1970 : Michel Charette, acteur, metteur en scène et scénariste québécois.
- 1971 : Xavier Noiret-Thomé, peintre français.
- 1972 : Dana International (Yaron Cohen (ירון כהן) dit(e)), auteur-compositeur-interprète israélienne.
- 1976 : Antonio Grant, basketteur américain.
- 1977 :
  - Shakira (Shakira Isabel Mebarak Ripoll dite), chanteuse colombienne.
  - Sebastian Ströbel, acteur allemand.
  - Jessica Wahls, chanteuse allemande du groupe No Angels.
- 1978 :
  - Barry Ferguson, footballeur international écossais.
  - Daniel « Dan » Gadzuric, basketteur néerlandais.
- 1979 : 
  - Sandy Casar, coureur cycliste français.
  - Faní Halkiá, athlète grecque, championne olympique du 400 mètres haies.
- 1980 :
  - Cyril Garnier, humoriste français.
  - Tayshaun Prince, basketteur américain.
  - Aaron Staton, acteur américain.
- 1983 :
  - Joris Hendrickx (en), pilote belge de sidecarcross.
  - Carolina Klüft, athlète suédoise.
- 1985 : Melody Gardot, chanteuse, autrice, compositrice, pianiste et guitariste américaine.
- 1986 : Gemma Arterton, actrice anglaise.
- 1987 :
  - Vincent Dedienne, comédien, auteur et humoriste français.
  - Gerard Piqué, footballeur espagnol et catalan.
  - Martin Spanjers, acteur américain.
  - Victoria Song (Sòng Qiàn (宋茜) dite), chanteuse chinoise du groupe f(x).
- 1988 : Noureddine Kaddour, footballeur algérien.
- 1989 : Michael Thompson, basketteur américain.

### XXIesiècle
- 2002 : Inoxtag, youtubeur français.

## Décès

### VIIesiècle
- 619 : Laurent de Canterbury, prélat anglais, second archevêque de Canterbury de 604 à 619 (° date inconnue).

### XIIIesiècle
- 1250 : Éric XI, roi de Suède de 1222 à 1229 et de 1234 à 1250 (° vers 1216).
- 1285 : Simon de Clisson, évêque de Saint-Malo de 1264 à sa mort (° inconnue).

### XVesiècle
- 1461 : Owen Tudor, seigneur gallois, grand-père du roi Henri VII (° v. 1400).
- 1491 : Martin Schongauer, peintre et graveur alsacien (° vers 1440/1450).

### XVIesiècle
- 1512 : Hatuey, chef résistant "antillais amérindien" taïno brûlé vif à Yara (° 1478/1479).
- 1594 : Giovanni Pierluigi da Palestrina, compositeur italien (° v. 1525).

### XVIIesiècle
- 1640 : Jeanne de Lestonnac, religieuse française (° 27 décembre 1556).
- 1655 : Sébastien Zamet, prélat français, évêque de Langres de 1615 à 1655 (° 1588).
- 1660 : Gaston de France, duc d'Orléans (° 24 avril 1608).
- 1688 : Abraham Duquesne, militaire français (° entre 1604 et 1610).

### XVIIIesiècle
- 1704 : Guillaume François Antoine de L'Hôpital, mathématicien français (° 1661).
- 1712 : Martin Lister, physicien et naturaliste britannique (° v. 1638 ou 12 avril 1639).
- 1726 (ou 25 août) : Hagopdjan de Deritchan, marchand arménien et consul de Perse à Marseille (° inconnue).
- 1769 : Clément XIII (Carlo Castelbarco Pindemonte della Torre di Rezzonico), 248e pape, de 1758 à 1769 (° 7 mars 1693).
- 1793 : William Aiton, botaniste britannique (° 1731).

### XIXesiècle
- 1806 : Jean-Xavier Bureau de Pusy, ingénieur militaire et homme politique français (° 7 janvier 1750).
- 1811 : André Guillaume Resnier de Goué, général de brigade de la Révolution, pionnier de l'aviation et du vol à voile (° 30 juillet 1729).
- 1826 : Grégoire Piguet, homme politique français (° 1753).
- 1836 : Letizia Bonaparte, mère de l'empereur Napoléon Ier (° 24 août 1750).
- 1848 : Rosalie Lamorlière, dernière domestique de la reine Marie-Antoinette captive à la Conciergerie (° 19 mars 1768).
- 1861 : Théophane Vénard, religieux des Missions étrangères de Paris, martyr et canonisé (° 21 novembre 1829).
- 1875 : Carl Jakob Sundevall, zoologiste suédois (° 22 décembre 1801).
- 1886 :
  - Léopold d'Anhalt, aristocrate allemand (° 18 juillet 1855).
  - Heinrich Fischer, zoologiste et minéralogiste allemand (° 19 décembre 1817).
  - David Hunter, général américain (° 21 juillet 1802).
- 1894 : Hans Herzog, militaire suisse (° 28 octobre 1819).

### XXesiècle
- 1905 : Henri Germain, banquier français (° 19 février 1824).
- 1907 : Dmitri Mendeleïev (Дмитрий Иванович Менделеев), chimiste russe (° 8 février 1834).
- 1918 : John Lawrence Sullivan, boxeur américain (° 15 octobre 1858).
- 1921 : Andrea Carlo Ferrari, cardinal italien, archevêque de Milan de 1894 à 1921 (° 13 août 1850).
- 1939 : Anatole Deibler, bourreau français (° 29 novembre 1863).
- 1940 : Vsevolod Meyerhold (Karl Kasimir Theodor Meiergold), metteur en scène russe de théâtre (° 28 janvier 1874).
- 1942 : Daniil Harms (Дании́л Ива́нович Хармс), poète russe (° 30 décembre 1905).
- 1950 : Constantin Carathéodory (Κωνσταντίνος Καραθεοδωρή), mathématicien grec (° 13 septembre 1873).
- 1956 : Cornelius Lott Shear, botaniste américain (° 26 mars 1865).
- 1957 :
  - Grigory Landsberg (Григорий Самуилович Ландсберг), physicien russe (° 10 janvier 1890).
  - Valery Larbaud, écrivain français (° 29 août 1881).
  - Julia Morgan, architecte américaine (° 20 janvier 1872).
- 1963 : Ali Veliyev, écrivain azéri (° 27 février 1901).
- 1965 : George Neville Watson, mathématicien britannique (° 31 janvier 1886).
- 1969 : Boris Karloff (William Henry Pratt dit), acteur britannique (° 23 novembre 1887).
- 1970 : Bertrand Russell, mathématicien, philosophe et moraliste gallois prix Nobel de littérature (° 18 mai 1872).
- 1972 : Natalie Clifford Barney, femme de lettres américaine (° 31 octobre 1876).
- 1974 :
  - Jean Absil, compositeur belge (° 23 mai 1893).
  - Imre Lakatos, logicien et pédagogue hongrois (° 9 novembre 1922).
- 1975 : Gustave Lanctot, historien et archiviste québécois (° 5 juillet 1883).
- 1978 : Maurice Tillieux, auteur de bande dessinée belge (° 7 août 1921).
- 1979 : Sid Vicious (John Simon Ritchie dit), musicien britannique bassiste des Sex Pistols (° 10 mai 1957).
- 1980 :
  - William Howard Stein, chimiste américain, prix Nobel de chimie en 1972 (° 25 juin 1911).
  - Joseph Fontanet, homme politique français (° 9 février 1921).
- 1983 : Lou Loeber, peintre, graveuse, dessinatrice, graphiste et illustratrice néerlandaise (° 3 mai 1894).
- 1987 : Alistair MacLean, écrivain britannique (° 28 avril 1922).
- 1993 : François Reichenbach, cinéaste français (° 3 juillet 1921).
- 1995 :
  - André Frossard, journaliste  et académicien français (° 14 janvier 1915).
  - Donald Pleasence, acteur britannique (° 5 octobre 1919).
- 1996 :
  - Shamus Culhane, réalisateur, producteur, scénariste et monteur américain (° 12 novembre 1908).
  - Bernard Hubert, prélat québécois (° 1er juin 1929).
  - Eugene Curran « Gene » Kelly, danseur et chorégraphe américain (° 23 août 1912).
- 1997 :
  - Qin Jiwei, militaire et homme politique chinois (° 16 novembre 1914).
  - Chico Science, artiste, musicien, chanteur et poète brésilien (° 13 mars 1966).
- 1998 :
  - Raymond Cattell, psychologue britannique et américain (° 20 mars 1905).
  - Karl W. Kamper, astronome américain (° 20 avril 1941).
  - Régis Ploton, homme politique français (° 29 août 1936).
  - Duilio Del Prete, acteur et chanteur italien (° 25 juin 1938).
  - Haroun Tazieff, géologue et volcanologue français (° 11 mai 1914).

### XXIesiècle
- 2002 : Jacques Hondelatte, architecte français (° 10 mai 1942).
- 2003 : Lou Harrison, compositeur, espérantiste, critique littéraire et journaliste américain (° 14 mai 1917).
- 2004 : Arthur Gilson, homme politique belge (° 27 février 1915).
- 2005 :
  - Goffredo Lombardo, producteur de cinéma italien (° 15 mai 1920).
  - Max Schmeling, boxeur allemand (° 28 septembre 1905).
- 2006 :
  - Mizanur Rahman Chowdhury, homme politique bangladais (° 19 octobre 1928).
  - Pat Rupp, hockeyeur sur glace américain (° 12 août 1942).
- 2007 :
  - Albert Augier, acteur et doubleur vocal français (° 29 février 1924).
  - Billy Henderson (en), chanteur américain du groupe The Spinners (° 9 août 1939).
  - Michel Roux, acteur, metteur en scène et doubleur vocal français (° 22 juillet 1929).
- 2008 :
  - André Menez, biologiste français (° 12 septembre 1943).
  - Barry Morse, acteur canadien (° 10 juin 1918).
- 2013 : Christopher Scott « Chris » Kyle, tireur d'élite américain (° 8 avril 1974).
- 2014 :
  - Philip Seymour Hoffman, acteur américain (° 23 juillet 1967).
  - Yves Ryan, homme politique québécois (° 28 février 1928).
- 2019 : Josette Audin, professeure et militante politique française, enquêtrice sur la disparition de son mari (° 15 février 1931).
- 2020 : Valentin Ianine (Валентин Лаврентьевич Янин), historien et archéologue russe (° 6 février 1929).
- 2021 : Tom Moore (Captain Tom, Thomas), officier vétéran britannique philanthrope devenu centenaire et anobli (° 30 avril 1920).
- 2022 : Monica Vitti (Maria Luisa Ceciarelli dite), actrice, scénariste et réalisatrice italienne (° 3 novembre 1931).

## Célébrations

### Internationales et nationales
- Journée mondiale des zones humides commémorant chaque année la signature de la Convention sur les zones humides du 2 février 1971 dans la ville iranienne de Ramsar en bord de mer Caspienne[10].
- Extrême-Orient : date possible pour le début du nouvel an asiatique entre  20 janvier et 20 février au gré de la Lune.
- Canada et États-Unis dont Pennsylvanie (Amérique du Nord), quasi-chamanisme infra : jour ou fête de la marmotte, animal dont le comportement permet supposément de prédire comment se terminera l'hiver, en annonçant le printemps si elle ne retourne pas aussitôt dans son terrier (début de la fin de son hibernation, voir d'ailleurs le film de comédie sentimentale américaine Un jour sans fin de Harold Ramis, à ce titre, avec une musique de réveil de Sonny and Cher en comique de répétition running gag).
- Écosse (Royaume-Uni) : premier des quatre anciens scottish term days (en) ou « jours de terme » de l'année, en vigueur du Moyen Âge au 13 juin 1991 (voir la celtique Imbolc les 1er et 2 février ci-après là encore en Traditions).
- Thaïlande : วันนักประดิษฐ์ ou wan nak pradit, « journée nationale des inventeurs »[11].

### Religieuses
- Mythologie lettone (Lettonie voire autres États baltes lato sensu) : vēja diena ou « jour du vent » avec des rituels empreints de chamanisme destinés à calmer les ardeurs du vent lors de « l'été » à venir.
- Fêtes religieuses romaines : second jour (de februarius) des Sementivae (en), Feriae Sementivae, Sementina dies ou Paganalia, jours et fêtes annuelles de semences en l'honneur de la déesse de l'agriculture Cérès équivalente de la Déméter grecque (après le premier entre le 24 et le 26 ianuarius ayant honoré la déesse de la Terre Mère, Mère Terre (ou) Tellus équivalente de la Gaïa hellène). Heureux hérisson observé et célébré en Traditions ci-après in fine.
- Tchéquie : Hromnice ou « jour de la tempête » là aussi, similarités avec le « jour de la marmotte » d'Amérique du Nord ou du hérisson romain antique (infra) etc.
- Hémisphère boréal terrestre dans maints pays : fête de la Chandeleur c'est-à-dire « des chandelles » (festa candelarum) et fêtes similaires d'origines païennes comme la celte Imbolc, liées à la lumière toujours plus "renaissante" depuis le solstice d'hiver ou "Yule" « Noël », entre ses « inverses » Samain & Halloween fin octobre début novembre et les « épiphanies » tout janvier ; puis les "cendres" liées aussi à l'invocation contre les « mauvais esprits » de l'hiver  voire contre ceux plus dionysiens de Carnaval, et cendres « engrais fertilisant » pour de bonnes récoltes agricoles lors de la « belle saison » à venir (voir aussi Traditions ci-après, avant mercredi des Cendres christianisé(es), saint-Valentin des amoureux sortant de l'hiver mi-février vers « parades nuptiales » puis enfantements).
- Religions yorubas mâtinées de christianisme comme ci-après, ayant traversé l'Atlantique en même temps que le commerce triangulaire et la christianisation : 
  - fête de la déesse Iemanja au Brésil, 
    - comme à Salvador (de Bahia) par exemple, offrandes à cette "mère de l'eau" pour réclamer une pêche abondante, par syncrétisme candomblé entre christianismes (mariaux) et traditions africaines parfois « vaudoues » voire amérindiennes, rites métissés liés à la nature, aux saisons, aux besoins et ressources fondamentales issues de la terre et de la mer.
- Christianisme oriental, orthodoxe et catholique lié plus tôt et directement au calendrier grégorien et donc à cette date de début février :"Présentation du Christ au temple" par Friedrich Herlin (église Saint Jacques de Rothenburg ob der Tauber).

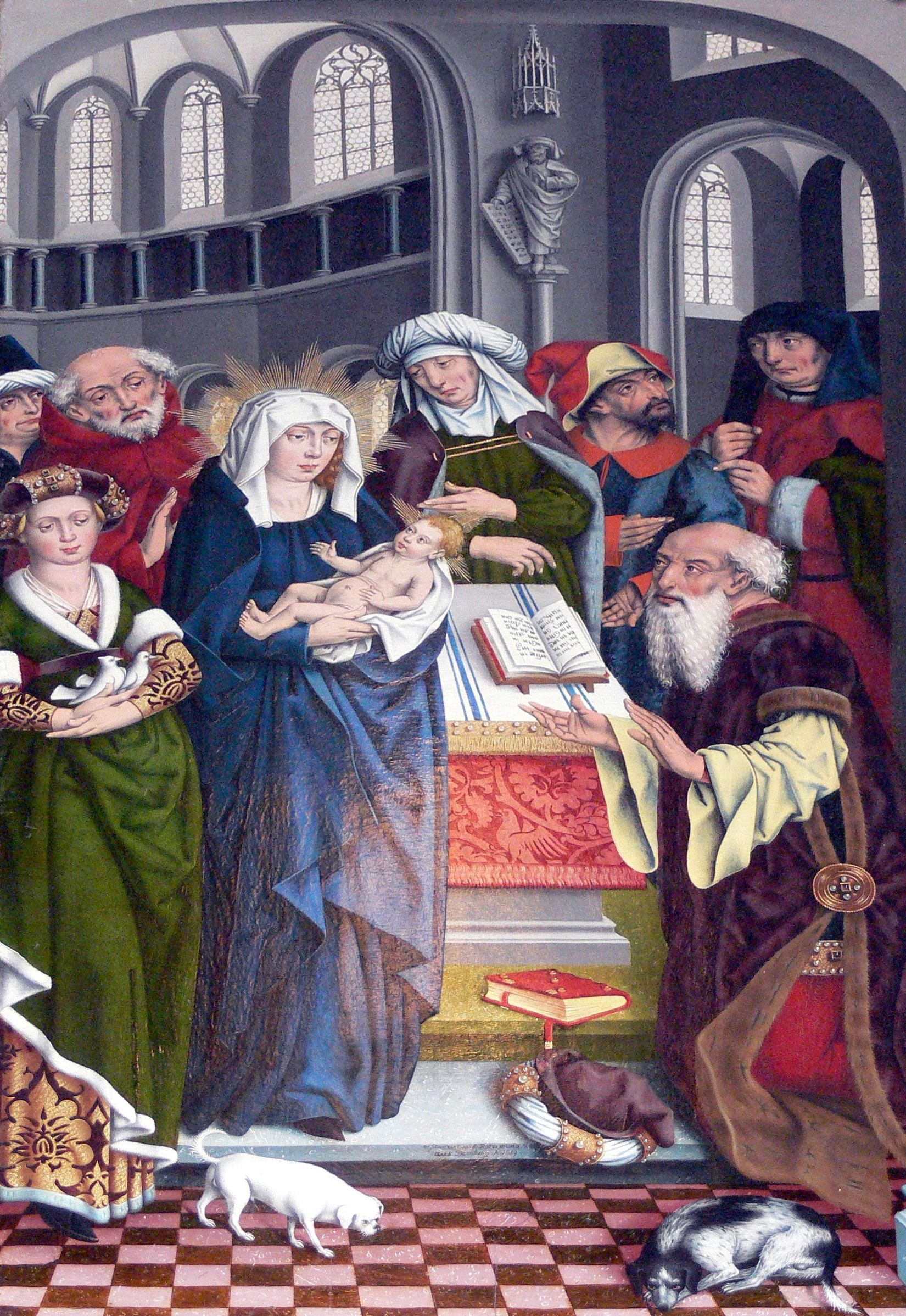
"Présentation du Christ au temple" par Friedrich Herlin (église Saint Jacques de Rothenburg ob der Tauber).

  - fête de la Présentation de Jésus au Temple pour les catholiques ou hypapante pour les orthodoxes (Chandeleur christianisée : apparition en lumière de l'enfant Yéshouah au Temple, voir aussi Traditions plus loin) ;
  - fête de la "purification" (sens étymologique latin du mot "février") de la Vierge Marie mère dudit enfant Jésus tout juste circoncis à la synagogue juive en présence de son père terrestre ou nourricier Joseph, des vieillards Siméon et Anne (cette dernière elle-même traditionnellement considérée comme mère de Marie), quarante jours après l'accouchement et la naissance du Christ, selon les rites hébraïques bibliques les plus pieux et immémoriaux (voir dispositions de la Tora(h) ou Pentateuque sur « le pur et l'impur » féminins) ;
  - double fête déclinée suivant les cultures et traditions des différents pays et contrées concerné.e.s :
    - Gouel ar Gouloù (br) en Bretagne (France depuis environ 1532) ;
    - Virgen de la Candelaria (es) / « Vierge de la Chandeleur » en Espagne ou au Mexique etc.

### Saints des Églises chrétiennes

#### Saints des Églises catholiques et orthodoxes
Saints des Églises catholiques et orthodoxes :
- Adalbert I d'Ostrevent († 652), comte franc à la cour du roi Clovis II, époux de sainte Rictrude de Marchiennes.
- Apronien († 304), geôlier converti, patron des huissiers de Justice.
- Burchard de Wurtzbourg († 752), 1er évêque de Wurtzbourg.
- Colomban de Gand († 959), ermite à Gand.
- Feock († ?), personnage de Cornouailles.
- Floscule d'Orléans († 480), évêque.
- Gudgual († VIIe siècle), ermite à Camors.
- Hadeloge († VIIe siècle), fondatrice et 1re abbesse du monastère de Kitzingen.
- Laurent de Cantorbéry (ou Canterbury) († 619), moine puis 2e archevêque de Cantorbéry.
- Rhodippe († 314), 2e évêque de Lentini.

#### Saints et bienheureux des Églises catholiques
Saints et bienheureux des Églises catholiques :
- André Charles Ferrari († 1921), bienheureux cardinal italien.
- Benedict Daswa († 1990), bienheureux Sud-Africain martyr.
- Catherine de Ricci († 1590), dominicaine italienne mystique.
- Stéphane Bellesini († 1840), bienheureux religieux italien augustin.
- Jeanne de Lestonnac († 1640), religieuse française fondatrice de la Compagnie de Marie-Notre-Dame.
- Marie Catherine Kasper († 1898), religieuse allemande fondatrice des pauvres servantes de Jésus-Christ.
- Marie-Dominique Mantovani († 1934), religieuse italienne cofondatrice des petites sœurs de la Sainte-Famille.
- Nicolas de Longobardi († 1709), religieux italien minime.
- Pierre Cambiani († 1365), bienheureux religieux dominicain italien martyr.
- Simon Fidati de Cascia († 1384), bienheureux religieux augustin italien.
- Théophane Vénard († 1861), prêtre français des missions étrangères de Paris, martyr au Tonkin.

#### Saints orthodoxes,aux dates parfois"juliennes"ou orientales
Saints des Églises orthodoxes :
- Gabriel de Constantinople († 1676), moine et néo-martyr grec.
- Jourdain de Trébizonde († 1650), néo-martyr grec.

### Prénoms du jour[Où?]
Bonne fête aux :
- Cérès, Déméter (sinon Dimitri, Demis, Démètre ou leurs variantes, plutôt les 26 octobre).
- Aux Gutual.

Et aux Théophane et ses variantes ou dérivés : Théophanée, Théophania, Théophanie, etc. ou leurs dérivés composés : Jean-Théophane, etc. (puisque la présentaton de Jésus à la synagogue est considérée par la chrétienté au moins orthodoxe comme une autre épiphanie ou théophanie, environ un mois après les plus connues début janvier -voir aussi les Tifanny, Tifenn, Tiphaine, etc.-, son incarnation de Noël, voire comme le baptême du Seigneur Jésus-Christ en janvier aussi, la Transfiguration des 6 août, etc.).

## Traditions et superstitions
- Anciens Romains : tradition similaire à la fête de la marmotte nord-américaine moderne supra avec la sortie du hérisson de son terrier (préalable aux nourrissage et reprise de forces de ces bêtes engourdies avant leurs parades nuptiales comme les oiseaux via leurs chants plus nombreux vers la mi-février notre saint-Valentin des amoureux sortant de l'hiver, etc.).
- Autres traditions voire légendes du jour liées à l'(homme-)ours sortant le  2 février de son hivernation en « pétant » par un bouchon anal les âmes des morts (jonction en cours entre monde souterrain des terriers, tanières ou autres nids et monde en surface).
- Outre les pratiques multiséculaires ci-avant d'observation voire d'offrandes ou de « purifications » liées au présent jour du vent, de la tempête, de la mer et de l'eau avec Iemanja, du hérisson, de la marmotte et d'autres animaux hivernants voire hibernants tentant de sortir de leurs abris et torpeur hivernales,
- bénédiction de cierges (les fameuses chandelles à l'origine du mot Chandeleur), d'abord « pré-chrétiennement » puis depuis au moins le Xe siècle liturgiquement, tels ceux de la fête juive de Hanouka ou la lumière en fin d'automne vers le décembre « grégorien » avant Noël ;Crêpe de froment garnie notamment de confitures et de crème chantilly.

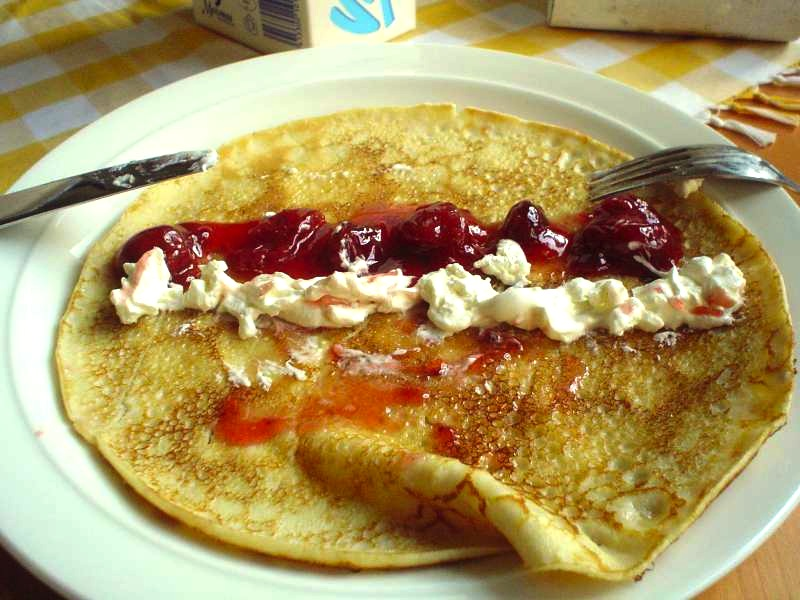
Crêpe de froment garnie notamment de confitures et de crème chantilly.

- « fête (et dégustation) des crêpes » dont la forme ronde rappellerait le disque de l'astre solaire victorieux sur les éléments hivernaux ténébreux, à l'instar de la rontondité similaire des boules et autres « pommes » voire oranges fruits de « sapins » et arbres de Noël, puis des galettes des rois dès le début de Carnaval début janvier un mois plus tôt (voire des œufs de Pâques également symboles de fertilité, etc. ; photographie ci-contre).

### Dictons
- « À la Chandeleur l'hiver meurt ou reprend vigueur. »[Cosson 1]
- « À la Chandeleur l'hiver quitte ou reprend vigueur. »[14]
- « À la Chandeleur les jours croissent de plus d'une heure et le froid pique avec douleur. »[15]
- « À la Chandeleur verdure, à Pâques neige forte et dure. »[Cosson 2]
- « À la sainte-Luc(i)e les jours croissent du saut d'une puce; à la Noël du pas d'un baudet; au Nouvel An du pas d'un sergent; aux Rois on s'en aperçoit ; à la Chandeleur, du pas d'un voleur. »[16]
- « Beau temps le jour de la Chandeleur, autant d'hiver à passer que passé. »[17]
- « Chandeleur borgnette, vendange est faite. »[18]
- « Chandeleur couverte, quarante jours de perte. »[Cosson 3]
- « Chandeleur trouble, hiver redouble. »[Cosson 1]
- « Hiver enneigé, Chandeleur arrosée. »[réf. nécessaire]
- « Le soleil à la Chandeleur annonce hiver et malheur. »[19]
- « Quand la Chandeleur est claire, durera l'hiver. »[Cosson 1]
- « Rosée à la Chandeleur, hiver à sa dernière heure. »[20]
- « Si la Chandeleur est goutteuse, les vaches seront laiteuses et les poules pondeuses. »[21]
- « S'il pleut à la Chandeleur, les vaches donneront beaucoup de beurre. »[Cosson 1]

Voir ici d'autres dictons de la Chandeleur.

### Astrologie
- Signe du zodiaque : 13e jour du signe astrologique du Verseau.

## Toponymie
- Les noms de plusieurs voies, places, sites ou édifices de pays ou provinces francophones contiennent cette date dans leur nom avec diverses graphies : voir Deux-Février .